# 世界焱博站
世界焱博站（日语：／ Sekai Honoh-haku eki */?）是位於佐賀縣西松浦郡有田町，松浦鐵道的西九州線臨時車站。

## 概要
在1996年（平成8年）7月19日至同年10月13日，於佐賀縣西松浦郡有田町與附近地區舉行了世界·焱之博覧會，當中為了運送參觀人士前往鄰近的有田會場而開設此臨時車站。另外，博覧會於7月19日開幕，而此臨時車站由於在同月1日先行啟用。
在博覧會完結後，會場遺址變成了「歷史和文化之森公園」。在此站廢止後的1997年（平成9年）3月22日，距離此站藏宿站一方0.3公里（營業距離）開設了黑川站，使該站最接近該公園。

## 車站構造
車站是一座地面車站，設有1面1線的單式月台。

## 歷史
- 1996年（平成8年）
  - 7月1日[1] - 車站啟用。
  - 10月16日 - 車站廢止。

## 相鄰車站
松浦鐵道
西九州線
三代橋－（臨）世界焱博－藏宿

## 注腳
1. ↑  《停車場変遷大事典 国鉄・JR編》1998年9月，JTB刊